# Retablo de San Juan Crisóstomo

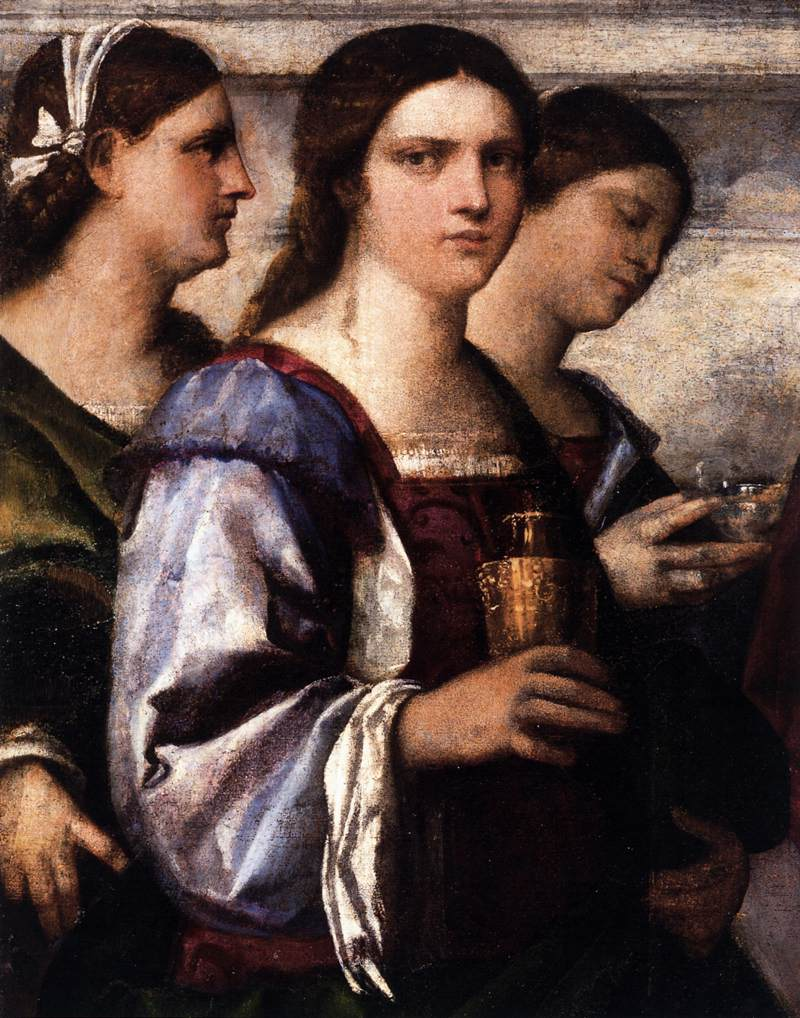
Detalle, María Magdalena.

El Retablo de San Juan Crisóstomo (o pala, como se denomina en italiano al retablo de un solo panel) es una pintura al óleo sobre lienzo de 165 x 200 cm de Sebastiano del Piombo, de 1510-1511 y conservado en la iglesia de San Juan Crisóstomo de Venecia. 

## Historia
La obra fue encargada por testamento (fechado el 13 de abril de 1509) de Caterina Contarini Morosini para que fuera ejecutada después de la muerte de su marido Nicolò, que falleció en mayo de 1510. No se informa sobre el nombre del artista contratado y en el pasado, a partir de Vasari (1550), la obra se atribuyó a Giorgione. Pero el mismo Vasari en la edición de sus Vite de 1568 admitió el error, atribuyéndola a Sebastiano, también porque Giorgione había muerto en octubre de 1510 y en esa fecha, considerando el tiempo que se tardaba en disponer de los créditos de un legado testamentario y preparar el trabajo para un retablo de grandes dimensiones, la obra podría, en el mejor de los casos, estar apenas esbozada.
El análisis estilístico ha confirmado la mano del joven Sebastiano, por la serie de elementos compositivos, cromáticos y espaciales.

## Descripción y estilo
El tema de la sagrada conversación está solucionado aquí de manera asimétrica, con el centro en la figura sentada y elevada por algunos escalones de san Juan Crisóstomo, titular de la iglesia, que con una posición natural e informal, ha dejado la mitra sobre una repisa detrás de él y está concentrado en la escritura, permitiendo al espectador ver su libro abierto, en el cual se pueden apreciar fragmentos de un texto sagrado en griego. Este detalle, de sabor exquisitamente erudito, podría deberse a la frecuencia de personalidades literarias en el ambiente ciudadano. 
Dos grupos de pie sobre un piso ajedrezado flanquean al santo protagonista, variadamente dispuestos: un grupo femenino a la izquierda (Catalina de Alejandría, María Magdalena y Lucía) y varones a la derecha (Nicolás de Bari, Juan Bautista y Liberal). La joven que hizo de modelo para la Magdalena, en primer plano, aparece también en otras dos obras de este mismo periodo: la Salomé con la cabeza del Bautista (Londres) y el Retrato de mujer como virgen sabia (Washington).
Detrás se despliega una arquitectura clásica que ocupa la mitad de la escena, mientras a su derecha el fondo se abre a un amplio paisaje, con un pueblo sobre la cima de un cerro, un esquema destinado a tener fortuna en la pintura veneciana (baste pensar en el Retablo Pesaro de Tiziano). A pesar de las deliberadas diferencias, el espacio se presenta como unitario y grandioso, con las «masas articuladas, apretadas en su complejidad» y sutilezas como el contrapunto entre las poses de los dos santos a la derecha, con el Bautista inclinado hacia delante y Liberal hacia atrás. Los tonos apagados son propios del tonalismo extendido por Giorgione. 
La gran modernidad de la obra se manifiesta también en la exclusión de la visión frontal de los retablos tradicionales y en el tono mesurado y sereno de las figuras insertadas en un tranquilo paisaje al crepúsculo, capaz incluso de influir también en el viejo, pero siempre abierto a las novedades, Giovanni Bellini, que tomó la pose del santo central en el retablo de los santos Cristóbal, Jerónimo y Luis de Tolosa, en la misma iglesia.